# Mynes geoffroyi
Mynes geoffroyi  (лат.) — вид бабочек рода Mynes подсемейства Nymphalinae семейства Нимфалиды. Видовое название дано в честь французского зоолога Этьена Сент-Илера Жоффруа.

## Описание

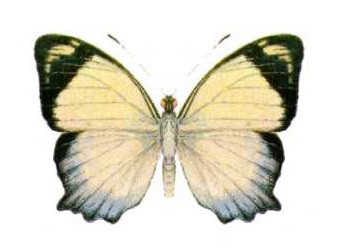

Бабочки по окраске схожи с Delias mysis и Delias nigrina. Верхняя сторона крыльев белая с чёрным окаймлением. Нижняя сторона — белая в центральных ячейках, обрамленная жёлто-красными полосами. Кайма крыльев тёмно-серая. Выражен половой диморфизм. Самцы более яркие. Размах крыльев самцов не превышает 50 мм, у самок 60 мм.

## Ареал
Данный вид бабочек обитает в Австралии, Новой Зеландии, Новой Гвинеи.

## Жизненный цикл
Кладка с нижней стороны листа, яйца светло-оранжевые. Во время развития гусеницы постепенно меняют окраску, изначально они светло-оранжевые, а позже — чёрные с розовыми ворсинками. Гусеницы питаются растениями семейства Urticaceae, в частности Dendrocnide moroides, Dendrocnide photinophylla, Pipturus argenteus. Куколки темно-серого цвета, располагаются вертикально, прикрепившись основанием к ветке.

## Таксономия
Существует несколько подвидов, наиболее известен:
- Подвид Mynes geoffroyi guerini (Новый Южный Уэльс, Квинсленд)